# Azovegyület

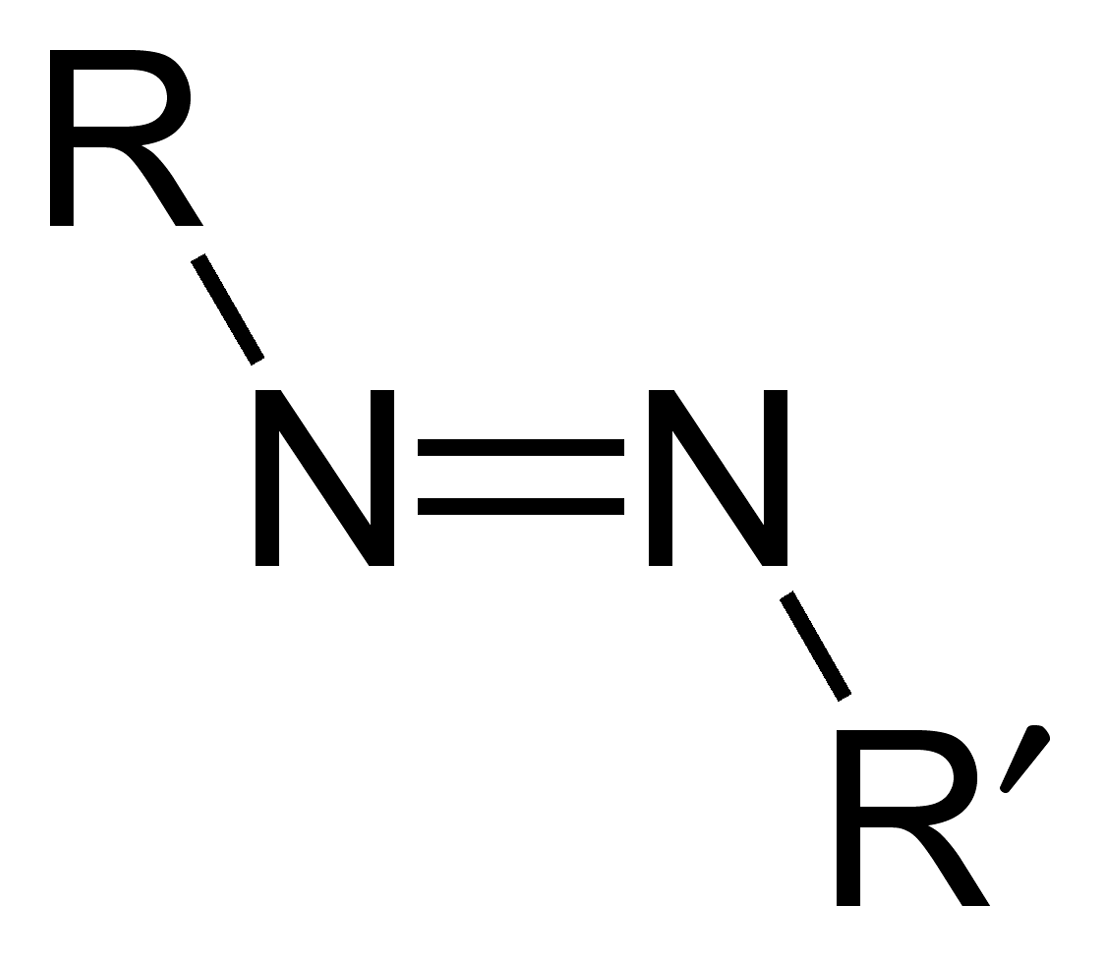
Az azovegyületek általános képlete

Az azovegyületek a benzol származékaihoz tartozó vegyületek csoportja, amelyek jellemzően [–N=N]-csoportot tartalmaznak, továbbá az N2-csoport mindkét vegyértéke benzolmaradékhoz kapcsolódik. Az IUPAC definíciója szerint az azovegyületek az HN=NH diazén származékai, ahol mindkét hidrogénatomot egy hidrokarbilcsoport helyettesíti.
A diazovegyületekben szintén megvan az N2 csoport, de két vegyértéke közül csak az egyik kapcsolódik benzolmaradékhoz, a másikat savmaradék köti le. Az azovegyületekkel közeli rokonok az azoxi- és hidrazovegyületek. Előbbiekben N2O, utóbbiakban N2H2 csoport van.
Az azo név a francia azote szóból származik, melyet Antoine Lavoisier alkotott a görög zóé (ζωή = élet) szó fosztóképzős alakjából. Az élettelen arra utal, hogy a nitrogén nem alkalmas légzésre.

## Előállítás és felhasználás
E vegyületek előállítása a benzol nitroszármazékaiból történhetik. Így például lúgos oldatban nitrobenzolt enyhén redukálva,
- azoxibenzol keletkezik;
- erősebb redukáló szerrel azobenzol
- még erősebbel hidrazobenzol keletkezik.

Hasonlóan viselkednek a benzol többi bonyolultabb származékai is. Nagyon fontos ipari tevékenységben szerves festékanyagént.